# Lord Gray
Lord Gray è un titolo nobiliare della parìa di Scozia creato nel 1445 da re Giacomo II di Scozia per il politico e diplomatico scozzese sir Andrew Gray. Questi era stato ostaggio in Inghilterra per il comportamento di Giacomo I di Scozia verso il re inglese dal 1424 al 1427, e fu uno dei cavalieri che accompagnarono Margherita Stuart in Francia per il suo matrimonio con Luigi XI di Francia nel 1436. Fu inoltre commissario per l'Inghilterra dal 1449 al 1451, Master of the Household di Giacomo II di Scozia nel 1452 e Warden of the Marches nel 1459. Nel giugno del 1489 re Giacomo IV concesse a Andrew, lord Gray, le terre e la baronia di Lundie.
Un discendente di sir Andrew Gray, il settimo lord, ottenne una regia patente di trasmissione del suo titolo a William Gray, marito della sua unica figlia Anne, ed ai suoi eredi maschi, all'estinzione dei quali si sarebbe proseguiti con gli altri eredi maschi del padre di William Gray. Il settimo lord venne succeduto quindi come da patenti da suo nipote, l'ottavo lord, figlio di William e di Anne Gray.
Lord Gray venne succeduto dal genero John Gray, IX lord. Il pronipote di questi, il XIV lord, fu parlamentare in Scozia dal 1812 al 1842. Suo figlio, il XV lord, fu anch'egli parlamentare e sedette anche nella camera dei lords britannica dal 1842 al 1867. Questi morì senza figli e venne succeduto da sua sorella Madelina Gray, secondo le patenti concesse al suo antenato nel 1707 che consentivano la trasmissione del titolo anche tramite le figlie femmine in caso di estinzione della linea maschile. Questa non si sposò mai ed alla sua morte il titolo passò a sua nipote Margaret Murray. Quando quest'ultima morì nel 1878 la signoria venne ereditata da suo cugino George Stuart, XIV conte di Moray, il quale divenne anche XVIII lord Gray.
Ad ogni modo, alla sua morte, la contea e la signoria vennero separate, con la contea ereditata da un cugino. La signoria di Gray passò (secondo una decisione presa dalla commissione dei privilegi della camera dei lords), a Eveleen Smith, figlia di lady Jane Pounden, figlia di Francis Stuart, X conte di Moray. Nel 1897 lady Gray e suo marito James McLaren Smith assunsero per licenza reale anche il cognome Gray. Questa venne succeduta da suo figlio, il XX lord, ed alla sua morte nel 1919 il titolo passò a sua sorella Ethel Eveleen Campbell, moglie di Henry Tufnell Campbell, che anch'egli assunse il cognome di Gray. 
La sede della famiglia è Airds Bay House, presso Taynuilt, nell'Argyllshire.

## Lords Gray (1445)
- Andrew Gray, I lord Gray (1390–1469)
- Andrew Gray, II lord Gray (m. 1514)
- Patrick Gray, III lord Gray (m. 1541)
- Patrick Gray, IV lord Gray (m. 1584)
- Patrick Gray, V lord Gray (1538–1608)
- Patrick Gray, VI lord Gray (d. 1611)
- Andrew Gray, VII lord Gray (m. 1663)
- Patrick Gray, VIII lord Gray (m. 1711)
- John Gray, IX lord Gray (m. 1724)
- John Gray, X lord Gray (1683–1738)
- John Gray, XI lord Gray (1716–1782)
- Charles Gray, XII lord Gray (1752–1786)
- William John Gray, XIII lord Gray (1754–1807)
- Francis Gray, XIV lord Gray (1765–1842)
- John Gray, XV lord Gray (1798–1867)
- Madelina Gray, XVI lady Gray (1799–1869)
- Margaret Murray, XVII lady Gray (1821–1878)
- George Philip Stuart, XIV conte di Moray, XVIII lord Gray (1816–1895)
- Eveleen Smith-Gray, XIX lady Gray (1841–1918)
- James McLaren Stuart Gray, XX lord Gray (1864–1919)
- Ethel Eveleen Gray-Campbell, XXI lady Gray (1866–1946)
- Angus Campbell-Gray, XXII lord Gray (1931–2003)
- Andrew Godfrey Diarmid Stuart Campbell-Gray, XXIII lord Gray (n. 1964)

L'erede apparente è il figlio dell'attuale detentore del titolo, Alexander Godfrey Edward Diarmid Campbell-Gray, Master di Gray (n. 1996).